# Ниви-Золочівські
Ниви-Золочівські — село в Україні у Боремельській сільській громаді Дубенського району Рівненської області. Населення становить 55 осіб.

## Історія

### Археологічні знахідки
7 (20) листопада 1917 року, відповідно до Третього Універсалу Української Центральної Ради, увійшло до складу Української Народної Республіки.

Ниви Золочівські на польській карті 1924 року

### Незалежна Україна
22 червня 2000 року рішенням Рівненської обласної ради № 174 «Про утворення Золочівської сільської ради» утворено Золочівську сільську раду з адміністративним центром в селі Золочівка. До її складу включено села: Золочівка та Ниви-Золочівські. Територія сільської ради займає північно-західну частину Демидівського району і становить 7065,8 га.
12 червня 2020 року, відповідно до розпорядження Кабінету Міністрів України № 722-р від «Про визначення адміністративних центрів та затвердження територій територіальних громад Рівненської області», увійшло до складу Боремельської сільської громади Демидівського району.
19 липня 2020 року, в результаті адміністративно-територіальної реформи та ліквідації Демидівського району, село увійшло до складу Дубенського району.

## Населення
За переписом населення України 2001 року в селі мешкали 63 особи. 100 % населення вказало своєю рідною мовою українську мову.